# Long Duration Exposure Facility
Long Duration Exposure Facility (LDEF) – był kosmicznym eksperymentem naukowym NASA, w kształcie cylindra wielkości autobusu, jego celem było wystawienie na działanie przestrzeni kosmicznej rozmaitych próbek materiałów. Eksperyment trwał ponad pięć i pół roku i okrążył w tym czasie Ziemię 32 422 razy.

## Konstrukcja
Jeszcze przed zbudowaniem wahadłowców naukowcy w NASA, znając planowane zastosowanie i możliwości pojazdu, zaplanowali wyniesienie eksperymentu, pozostawienie go na kilkanaście miesięcy na orbicie i w końcu sprowadzenie z powrotem na Ziemię w celu weryfikacji wyników badań. Projekt został zatwierdzony w 1974 roku, a budową zajął się ośrodek badawczy NASA – Langley Research Center.

## Start
Start odbył się 6 kwietnia 1984 roku, LDEF został wyniesiony w kosmos na pokładzie wahadłowca Challenger, w trakcie misji STS-41-C, uwolnienie z ładowni przy pomocy manipulatora Canadarm nastąpiło następnego dnia.

## Eksperymenty

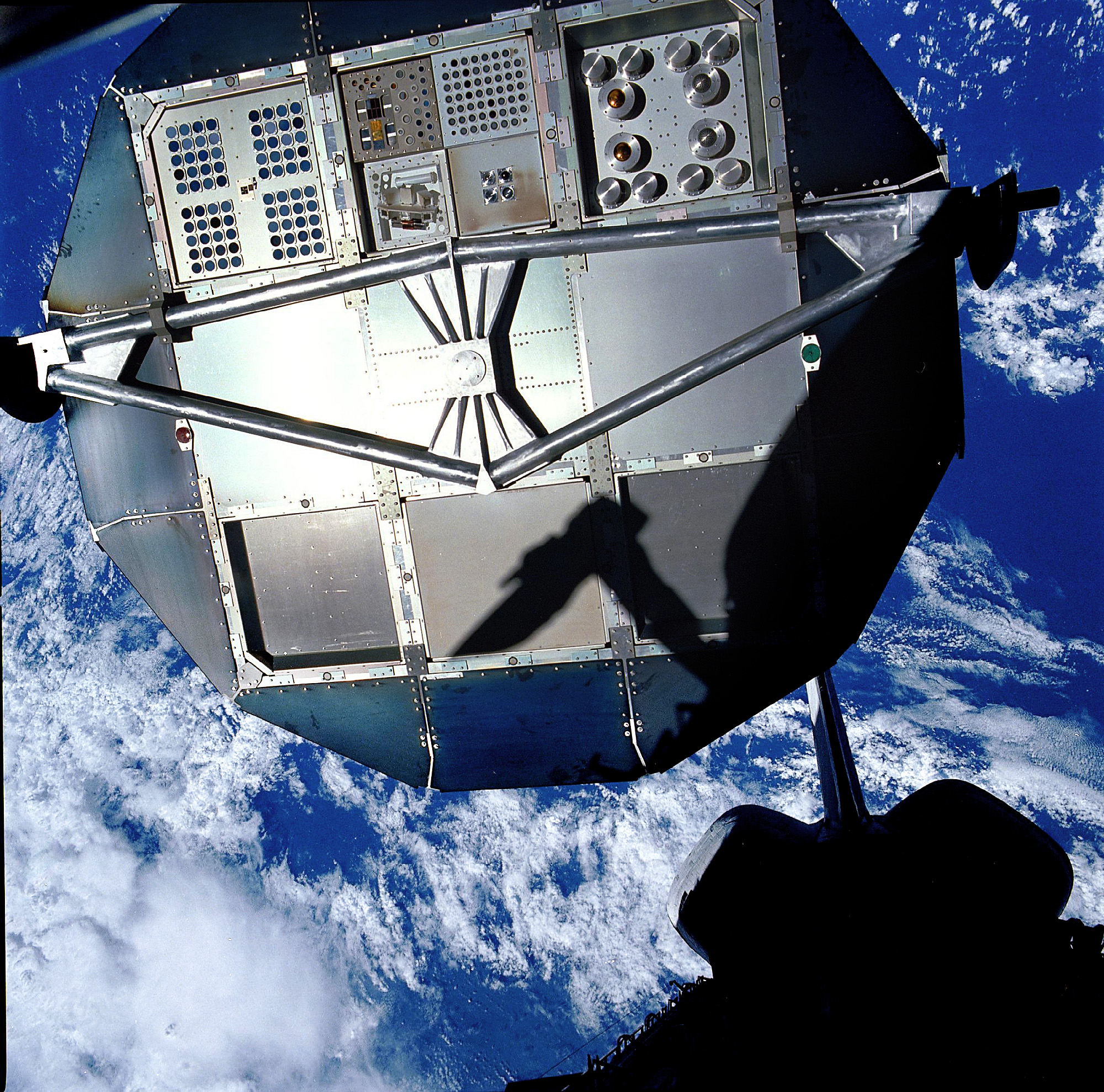
LDEF tuż przed odzyskaniem przez wahadłowiec

Inżynierowie przygotowujący misję, planowali, że będzie ona trwała niecały rok. LDEF zabrał ze sobą 57 eksperymentów. Były to zarówno eksperymenty rządowe, jak również te opracowane przez uniwersyteckich badaczy. W kosmos poleciało łącznie 57 próbek przygotowanych przez ponad 200 badaczy-specjalistów z dziewięciu krajów: Stanów Zjednoczonych, Kanady, Danii, Francji, Niemczech, Irlandii, Holandii, Szwajcarii, a także z Wielkiej Brytanii. Próbki były umieszczone wewnątrz i na zewnątrz satelity.
Badano wpływ otwartej przestrzeni na:
- materiały, metale, tworzywa sztuczne, kompozyty, lakiery, farby, systemy grzewcze
- zasilanie i napęd kosmiczny
- urządzenia elektroniczne i optyczne

Przeprowadzono również eksperymenty z różnych dziedzin nauki.

## Wyniki badań

### EXOSTACK
W niemieckim eksperymencie EXOSTACK zawierającym zarodniki laseczki siennej sześć lat działania warunków kosmicznych przetrwało 30% z tych umieszczonych w kryształach soli oraz 80% tych zabezpieczonych glukozą, która wpływa stabilizująco na strukturę makromolekuł komórkowych, szczególnie w warunkach odwodnienia wywołanego próżnią.
W przypadku pozostawania pod osłoną chroniącą przed promieniowaniem UV zarodniki były w stanie przetrwać sześć lat w kosmosie, szczególnie te umieszczone w glinie lub sztucznie wytworzonym pyle meteorytowym. Dane uzyskane tą drogą mogą wspierać teorię litopanspermii o możliwości przenoszenia się mikroorganizmów na powierzchni meteorytów.

### SEEDS
Experyment Space Exposed Experiment Developed for Students (SEEDS) pozwalał studentom na hodowlę na LDEF nasion pomidora i porównanie wyników z hodowlą kontrolną. W kosmos wysłano 12.5 miliona nasion, natomiast NASA otrzymała 8000 raportów od uczniów szkół podstawowych i ponadpodstawowych. Los Angeles Times opublikował materiał, z którego wynikało, że DNA w warunkach kosmicznych może mutować doprowadzając do powstania trujących owoców. Raport ten posłużył jako przyczynek do dyskusji i podwyższenia świadomości zagadnień. Nasiona w kosmosie kiełkowały wcześniej i szybciej niż grupa kontrolna na Ziemi. Były także bardziej porowate.

## Odzyskanie LDEF
Pierwotnie odzyskanie LDEF, a potem jego powrót na Ziemię zostały zaplanowane na 19 marca 1985 roku, jednak potem przesunięto termin na rok 1986, a następnie na czas nieokreślony, na skutek katastrofy Challengera. Odzyskano go w końcu 12 stycznia 1990 roku, podczas misji STS-32, którą odbył prom Columbia. Prom zbliżał się do LDEF w taki sposób, aby nie narazić próbek na gazy wylotowe z silników systemu sterowania reakcyjnego. Po uchwyceniu LDEF przez manipulator wahadłowca sfotografowano go dokładnie (wykonano około 800 zdjęć), co trwało aż cztery i pół godziny. 
Columbia wylądowała 20 stycznia, w bazie Edwards AFB, a potem razem ze swoim ładunkiem, została przetransportowana do Kennedy Space Center na grzbiecie Boeinga 747-SCA. Transport, podczas którego podjęto szczególne środki ostrożności, aby nie uszkodzić i nie skazić eksperymentów, odbył się 26 stycznia. Ze względu na dużą masę wahadłowca konieczne były trzy lądowania do uzupełnienia paliwa, zamiast jak zwykle lotu bez międzylądowania.
W dniach 30-31 stycznia, w jednym z hangarów OPF, LDEF został wyjęty z ładowni orbitera. Pierwszego lutego przetransportowano go specjalnie do tego przeznaczonym pojazdem do Spacecraft Assembly and Encapsulation Facility, gdzie wymontowane zostały eksperymenty.